# Indicateur à dos jaune
Indicator xanthonotus
Espèce
Statut de conservation UICN

 NT  : Quasi menacé
L'Indicateur à dos jaune  (Indicator xanthonotus) est une espèce d'oiseau de la famille des Indicatoridae, vivant dans les forêts subtropicales et tempérées des contreforts méridionaux de l'Himalaya.

## Liste des sous-espèces
- Indicator xanthonotus fulvus Ripley, 1951
- Indicator xanthonotus xanthonotus Blyth, 1842